# Terreau
Pour l’article ayant un titre homophone, voir Terro.
Cet article possède un paronyme, voir Place des Terreaux.
 (juillet 2023).
Si vous disposez d'ouvrages ou d'articles de référence ou si vous connaissez des sites web de qualité traitant du thème abordé ici, merci de compléter l'article en donnant les références utiles à sa vérifiabilité et en les liant à la section « Notes et références ».

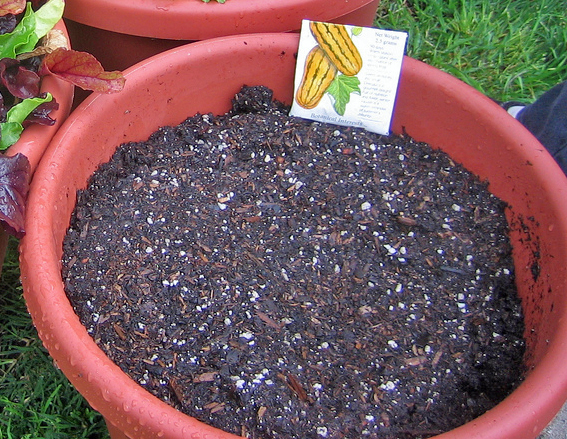
Pot de fleur rempli de terreau

Le terreau est un support de culture naturel formé de terre végétale enrichie de produits de décomposition (fumier et débris de végétaux décomposés) qui apportent la matière organique. Il est utilisé pour les cultures potagères ou horticoles. 

## Evolution du terme
Ce terme qui était initialement synonyme d'« humus » tend à ne plus désigner que des suppléments horticoles apporté au sol des cultures, éventuellement vendus en sacs plastique. 
« Les pluies enlèvent le terreau des lieux élevés pour le transporter dans les vallées et de là dans la mer c'est pourquoi tant de terrains autrefois cultivés et même fertiles sont aujourd'hui perdus pour la végétation. Cette observation doit engager les propriétaires qui pensent à l'avenir à cesser le défrichement des bois du sommet des montagnes car les forêts sont les grands producteurs de terreau. » nous dit un dictionnaire de 1819.

## Propriétés
Le terreau doit avoir une porosité en air et en eau permettant à la fois l’ancrage des organes absorbants des plantes et leur contact avec les solutions nécessaires à leur croissance (engrais). Il doit aussi permettre un bon drainage, ce qui est rarement le cas des terreaux commerciaux auxquels il faut donc souvent ajouter du sable de granulométrie moyenne (2 à 3 mm).

## Réglementation
Tous les supports de culture (tous généralement appelés "terreau" par abus de langage) doivent correspondre à la norme NF U 44-551.
La norme définit six dénominations en fonction du pH, de la teneur en matière organique et du rapport entre teneur en matière organique et teneur en azote (MO/N).
Il s’agit de terreau, de terre de bruyère, de tourbière, de tourbe et de substrat végétal non fermenté (paille fraîche, sphaignes, racines, écorces).

## Principaux constituants[réf.nécessaire]
1. des tourbes blondes et noires représentent 60 à 80 % de la composition
2. des écorces de pin et les fibres de bois compostées allègent le terreau et assurent une bonne porosité du milieu
3. des fibres de coco pour les mêmes fonctions
4. de la vermiculite et de la perlite pour favoriser le drainage
5. de la terre végétale ou argile
6. des agents mouillants et/ou agents hydratants
7. des matières fertilisantes (engrais)
8. de la magnésie
9. de la chaux dolomitique (celle-ci apporte le calcium indispensable aux plantes)

## Différents types commerciaux

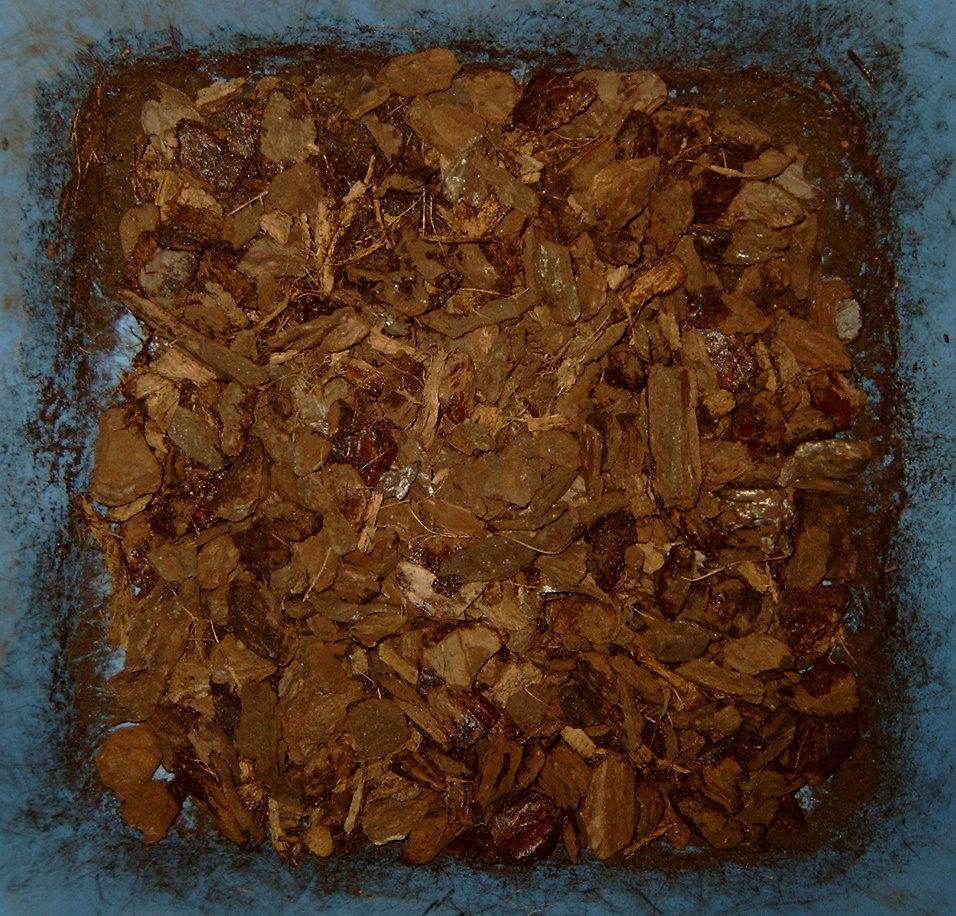
Terreau à orchidées

- terreau plantes vertes, géraniums, rempotage, universel… Leur composition étant relativement proche, cette différenciation semble relever plus de segmentation du marché que d'arguments culturaux
- terreau plantation, rosiers
- terreau de semis, fin et très poreux.
- terreaux spéciaux : orchidées, cactus, agrumes…